# Пійстаоя
Пі́йстаоя (ест. Piistaoja küla) — село в Естонії, у волості Торі повіту Пярнумаа.

## Населення
Чисельність населення на 31 грудня 2011 року становила 101 особу.

## Географія
На відстані 2 км на схід від села тече річка Пярну (Pärnu jõgi).
За 3 км на захід від центру села проходить автошлях 5 (Пярну — Раквере — Симеру).

## Видатні особи
Хутором Пійстаоя (Piistaoja talu), що входить до складу села, у 1925—1941 роках володів естонський вчений-агроном Теодор Поол (1890—1942), колишній міністр сільського господарства Естонії. Він використовував хутір як дослідне господарство.